# موتور عشايري محمد صفي نتاج (أرزوئية)
موتور عشایري محمد صفي نتاج (بالإنجليزية: Mowtowr-e Ashayiri Mohammad Safi Nataj)‏ هي منطقة سكنية تقع في إيران في Arzuiyeh Rural District. يقدر عدد سكانها بـ 55 نسمة .